# Sycanów
Sycanów [pronunciación en polaco: /sɨˈt͡sanuf/] es un pueblo ubicado en el distrito administrativo de Gmina Buczek, dentro del condado de Łask, Voivodato de Łódź, en el centro de Polonia. Se encuentra a unos 4 kilómetros al noroeste de Buczek, a 8 kilómetros al sur de Łask, y a 39 kilómetros al suroeste de la capital regional Łódź .